# Сан-Хуан-де-ла-Енсінілья
Сан-Хуан-де-ла-Енсінілья (ісп. San Juan de la Encinilla) — муніципалітет в Іспанії, у складі автономної спільноти Кастилія-і-Леон, у провінції Авіла. Населення — 102 особи (2010).
Муніципалітет розташований на відстані близько 110 км на північний захід від Мадрида, 22 км на північний захід від Авіли.
На території муніципалітету розташовані такі населені пункти: (дані про населення за 2010 рік)
- Сан-Хуан-Баутіста: 8 осіб
- Сан-Хуан-де-ла-Енсінілья: 94 особи

## Демографія
Динаміка населення (INE ):